# 西蒙·桑托索
西蒙·桑托索（1985年7月29日—），印尼华裔男子羽毛球運動員，專長單打項目。

## 簡介
1993年，西蒙·桑托索在家鄉直葛開始打羽球，並在一年後首次代表俱樂部參加全國比賽。2002年，他出戰新加坡羽毛球國際挑戰賽，首次參加國際賽事。2009年10月，他在丹麥羽毛球超級賽奪冠，首次贏得超級系列賽冠軍。
2010年11月，西蒙·桑托索代表印尼出戰廣州亞運會，參加羽毛球比賽的男子團體項目，奪得男團銅牌。
2012年7月，西蒙·桑托索代表印尼出戰英國倫敦舉行的奥林匹克运动会羽毛球比賽男子單打項目，在小組賽階段先後擊敗愛沙尼亞的劳尔·穆斯特和奧地利的迈克尔·兰施泰纳，順利晉級淘汰賽；但在首輪賽事便以0比2（12-21、8-21）負於馬來西亞的李宗伟出局，16強止步。桑托索在赛后讚許對手李宗伟的表现，認為自己能力有所不及。
2013年8月，桑托索參加中國廣州舉行的世界羽毛球錦標賽，出戰男子單打項目，在首圈就以1比2（21-11、14-21、20-22）負於中華台北的許仁豪出局。

## 主要比賽成績
只列出曾進入準決賽的國際賽事成績：
| 年份   | 賽事                     | 公開賽級別 | 項目     | 成績   |
| ------ | ------------------------ | ---------- | -------- | ------ |
| 2007年 | 瑞士羽毛球超級賽         | 超級賽     | 男子單打 | 亞軍   |
| 2007年 | 日本羽毛球超級賽         | 超級賽     | 男子單打 | 準決賽 |
| 2007年 | 中華台北羽毛球黃金大獎賽 | 黃金大獎賽 | 男子單打 | 準決賽 |
| 2008年 | 新加坡羽毛球超級賽       | 超級賽     | 男子單打 | 亞軍   |
| 2008年 | 印尼羽毛球超級賽         | 超級賽     | 男子單打 | 亞軍   |
| 2008年 | 中華台北羽毛球黃金大獎賽 | 黃金大獎賽 | 男子單打 | 冠軍   |
| 2009年 | 韓國羽毛球超級賽         | 超級賽     | 男子單打 | 準決賽 |
| 2009年 | 日本羽毛球超級賽         | 超級賽     | 男子單打 | 準決賽 |
| 2009年 | 丹麥羽毛球超級賽         | 超級賽     | 男子單打 | 冠軍   |
| 2010年 | 澳門羽毛球黃金大獎賽     | 黃金大獎賽 | 男子單打 | 準決賽 |
| 2010年 | 中華台北羽毛球黃金大獎賽 | 黃金大獎賽 | 男子單打 | 冠軍   |
| 2011年 | 馬來西亞羽毛球超級賽     | 超級賽     | 男子單打 | 準決賽 |
| 2011年 | 韓國羽毛球首要超級賽     | 首要超級賽 | 男子單打 | 準決賽 |
| 2011年 | 瑞士羽毛球黃金大獎賽     | 黃金大獎賽 | 男子單打 | 準決賽 |
| 2011年 | 中國羽毛球首要超級賽     | 首要超級賽 | 男子單打 | 準決賽 |
| 2011年 | 澳門羽毛球黃金大獎賽     | 黃金大獎賽 | 男子單打 | 準決賽 |
| 2012年 | 德國羽毛球黃金大獎賽     | 黃金大獎賽 | 男子單打 | 亞軍   |
| 2012年 | 印尼羽毛球首要超級賽     | 首要超級賽 | 男子單打 | 冠軍   |
| 2012年 | 日本羽毛球超級賽         | 超級賽     | 男子單打 | 準決賽 |
| 2013年 | 印尼羽毛球黃金大獎賽     | 黃金大獎賽 | 男子單打 | 冠軍   |
| 2013年 | 越南羽毛球大獎賽         | 大獎賽     | 男子單打 | 準決賽 |
| 2014年 | 馬來西亞羽毛球黃金大獎賽 | 黃金大獎賽 | 男子單打 | 冠軍   |
| 2014年 | 新加坡羽毛球超級賽       | 超級賽     | 男子單打 | 冠軍   |
| 2014年 | 湯姆斯盃                 | 其他       | 男子團體 | 準決賽 |
| 2014年 | 澳洲羽毛球超級賽         | 超級賽     | 男子單打 | 亞軍   |
| 2015年 | 新加坡羽毛球超級賽       | 超級賽     | 男子單打 | 準決賽 |
| 2015年 | 中華台北羽毛球大獎賽     | 大獎賽     | 男子單打 | 準決賽 |
| 2016年 | 樂魚羽毛球國際挑戰賽     | 國際挑戰賽 | 男子單打 | 準決賽 |

| 2018-2026年 | 總決賽 | 超級1000賽 | 超級750賽 | 超級500賽 | 超級300賽 | 超級100賽 | 國際挑戰賽 | 國際系列賽 | 未來系列賽 | 其他 |

### 奧運會和世錦賽參賽紀錄
|          | 2007 | 2008 | 2009 | 2010 | 2011 | 2012 | 2013 | 2014        |
| -------- | ---- | ---- | ---- | ---- | ---- | ---- | ---- | ----------- |
| 男子單打 | 16強 | －   | 8強  | 32強 | 16強 | 16強 | 64強 | 64強 (退賽) |